# Iris (film 1918)
Iris è un film muto italiano del 1918 diretto da Giuseppe De Liguoro.